# 33202 Davignon
33202 Davignon este o planetă minoră (asteroid) din centura de asteroizi. A fost descoperită pe 20 martie 1998 la Experimental Test Site⁠(d) de Lincoln Near-Earth Asteroid Research. 
Obiectul prezintă o orbită caracterizată de o semiaxă mare de 2,933588 UAi, o excentricitate de 0,02, o înclinație de 0,73076 ° în raport cu ecliptica.